# Logitech Harmony Remote

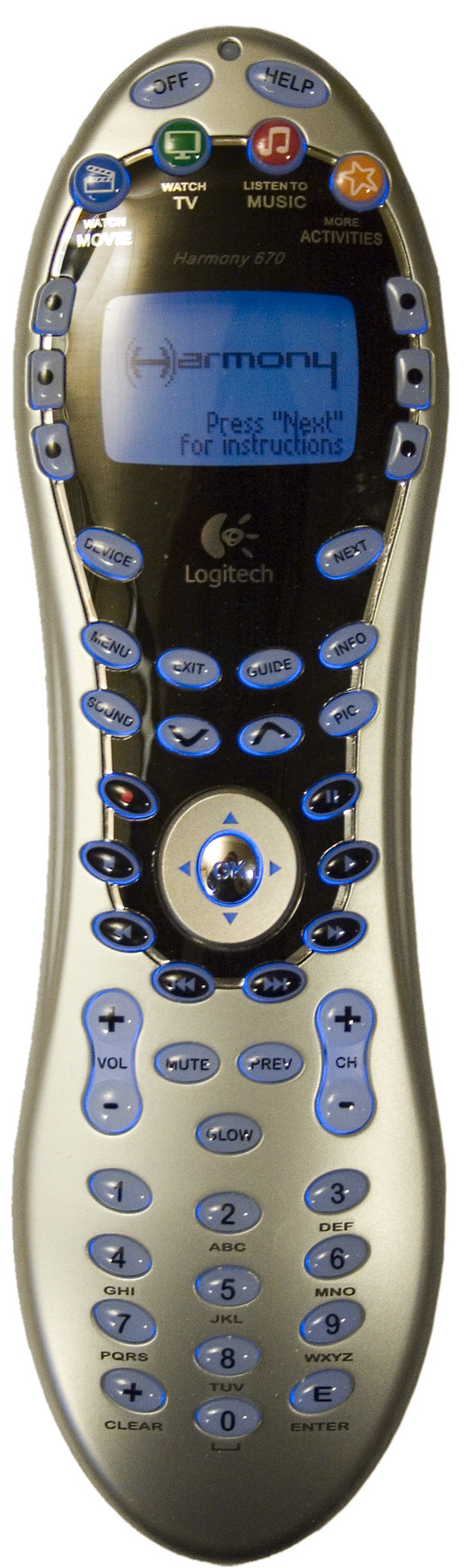
Une télécommande universelle Harmony 670

Logitech Harmony Remote était une gamme de télécommandes universelles conçue et commercialisée par Logitech, qui en a cessé la commercialisation le 12 avril 2021[réf. nécessaire].

## Histoire
Le produit a été conçu et commercialisé en 2001 par une société canadienne, Easy Zapper, ensuite renommée Intrigue Technologies. Cette société a été acquise par Logitech en mai 2004 pour 39 millions de dollars.

## Gamme de produits
Parmi toute la gamme Harmony, seule la version One existe à la fois pour les marchés américain et européen. Tous les autres modèles commercialisés le sont seulement pour le marché européen ou le marché américain. Les modèles se différencient par la présence d'un port IR (infrarouge) et ou RF (radiofréquence), d'un écran  LCD, du support multiroom[Quoi ?], d'une batterie rechargeable.

## Logiciel Harmony Remote
La télécommande met à jour son firmware, son logiciel compatible java et sa base de données des télécommandes par l'utilisation d'un port mini usb et un logiciel stockant sa configuration de façon sécurisé sur un site web appartenant à Logitech. La télécommande possède 2 ports IR : l'un pour apprendre les codes IR d'une télécommande, l'autre pour commander le périphérique IR (DVD, TV, décodeur, magnétoscope...). La mise à jour de la télécommande nécessite d'utiliser un système d'exploitation Windows ou Apple. Un groupe de développeurs travaillent actuellement sur un logiciel compatible Linux,.

## Avantages et inconvénients
Comme les périphériques reçoivent seulement les codes IR, les télécommandes ne connaissent des périphériques que leurs états allumés ou éteints (mode veille). Ils ne permettent pas de connaître ou deviner par exemple quel connecteur péritel est activé sur un périphérique qui en comporte plusieurs (AUX, VCR,TV). Ce problème apparaît sur les télécommandes sur lesquelles ne se trouve pas de bouton pour chaque connecteur entrée/sortie. Des périphériques multimédia récents (media center) commencent à posséder des émetteurs IR pour plus d'interactivité.
Du fait que l'interface est en fait une interface web à l'intérieur d'un logiciel, 
- le logiciel ne permet pas de configurer graphiquement l'interactivité,
- il faut une connexion PC et un abonnement Internet,
- le code IR ne peut être copié-collé entre les touches.